# Jindřich Goetz
Jindřich Goetz, nebo také Jindřich Götz (30. července 1939, Praha – 8. března 2016, Praha) byl český architekt, televizní a filmový architekt, pedagog a scénograf. Za rok 1996 obdržel Českého lva za nejlepší výtvarný počin k filmu Král Ubu. Od roku 2007 do roku 2015 byl rektorem FAMO v Písku.

## Život a působení
Narodil se v Praze a v roce 1957 dokončil pražskou Průmyslovou školu stavební. I když přemýšlel o zaměstnání v památkové ochraně, začal studovat obor užitná architektura u profesora Adolfa Benše na VŠUP v Praze. Umělecké školy byly tehdy silně propojené, takže získal mnoho přátel na filmové fakultě a rostl jeho zájem o filmovou scénografii. Díky profesorovi Benšovi složil státnice z vážné architektury a k tomu navrhl dekorace k filmu Policejní hodina. Svou prázdninovou praxi si zajistil ve Filmovém studiu Barrandov, kde se jako asistent podílel na filmu Trápení. V roce 1963 byl zaměstnán ve Filmovém studiu Barrandov jako asistent architekta a zároveň se přihlásil na externí aspiranturu na dekorace pro film a televizi u profesora Benše. Když profesor musel odejít do důchodu, odmítl přestoupit k jinému pedagogovi, a tedy svou aspiranturu nedokončil.
Jako asistent architekta pracoval na filmech Ukradená vzducholoď nebo Dívka s třemi velbloudy. V roce 1967 se z asistenta změnil na filmového architekta, přičemž jeho prvním snímkem v této roli bylo Údolí včel, když byl přidělen k režisérovi Františku Vláčilovi. Ten z toho nebyl příliš nadšený, a tak si ho také nejprve vyzkoušel. Přikázal mu, aby pro film zastřešil zříceninu klášterního kostela v Brlohu, což se žádnému filmovému architektovi před ním nepodařilo. Výzvu úspěšně splnil, a tím si získal jeho důvěru. Zahájili spolupráci a Goetz se pak podílel se na dalších Vláčilových filmech jako Adelheid, Koncert na konci léta nebo Hadí jed. Podílel se na více než sedmdesáti dlouhometrážních snímcích rozličných žánrů a historických období, například od režisérů Jiřího Krejčíka, Karla Kachyni, Oldřicha Lipského, Vladimíra Michálka či Františka A. Brabce. Také spolupracoval s Československou/Českou televizí na různých pořadech a seriálech. Při vytváření scén pro dětský film a seriál Chobotnice z II. patra zakoupil v roce 1994 venkovský dům v Medenicích u Nové Vsi, v němž bydlel děda Holan (v seriálu ho hrál Vlastimil Brodský), a upravil ho na své bydlení.
Od začátku 90. let měl zásadní role v různých filmových organizacích. Mezi lety 1991 a 1995 zastával pozici ředitele ateliérů AB Barrandov v Hostivaři a v roce 1994 se stal také generálním ředitelem AB Barrandov a.s. Byl členem České komory architektů, Evropské filmové akademie a České filmové a televizní akademie. Působil na Filmové akademii Miroslava Ondříčka v Písku, kde byl rektorem od roku 2007 do roku 2015.
Kromě filmové architektury projektoval interiéry obchodů a restaurací, realizace výstav a filmových akcí, ale také rodinné domy. Navrhl například vilu pro Miroslava Ondříčka, Zdeňka Jirotku nebo dvojvilu pro Rudolfa Stahla mladšího. V roce 1982 se oženil s ruskou herečkou a televizní moderátorkou Angelinou Vovkovou, s níž se rozvedl v roce 1995.
Byl jedním z dvaceti zakladatelů Občanského sdružení přátel Miloše Zemana, s nímž v roce 2010 kandidoval za Stranu Práv Občanů ZEMANOVCI v senátních volbách za okres Tábor. Získal 1,24 % hlasů a skončil na 7. místě.
Za rok 1994 byl nominován na Českého lva za nejlepší výtvarný počin k filmu Amerika. Ocenění získal až za rok 1996 k filmu Král Ubu.
Zemřel po dlouhé těžké nemoci v noci 8. března 2016 v Praze ve věku 76 let a poslední rozloučení se konalo 16. března ve smuteční síni na Lesním hřbitově v Písku.
U příležitosti výročí vzniku Československa 28. října 2016 byl vyznamenán in memoriam prezidentem Milošem Zemanem medailí Za zásluhy I. třídy.

### Tvorba

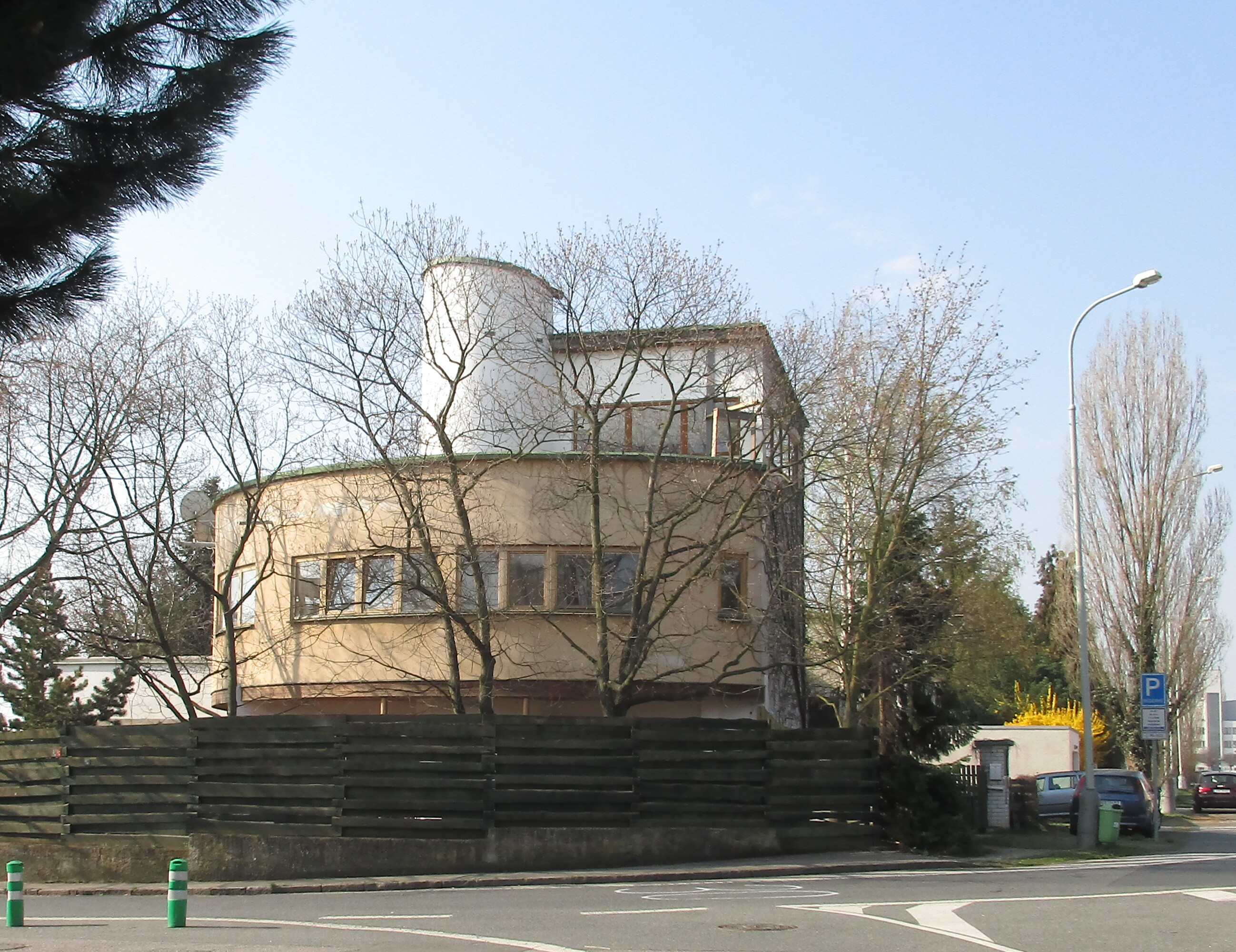
Vila Zdeňka Jirotky, Hlubočepy, Praha

#### Výběr z filmové tvorby:
- Údolí včel (1967)
- Farářův konec (1968)
- Zabil jsem Einsteina, pánové... (1969)
- Lišáci, Myšáci a Šibeničák  (1970)
- Archa bláznů aneb Vyprávění z konce života  (1970)
- Vím, že jsi vrah... (1971)
- Tři chlapi na cestách (1973)
- Jáchyme, hoď ho do stroje! (1974)
- Hodíme se k sobě, miláčku...? (1974)
- Romance za korunu (1975)
- Odysseus a hvězdy (1976)
- „Já to tedy beru, šéfe...!“ (1977)
- Osada Havranů (1977)
- Volání rodu (1977)
- „Já už budu hodný, dědečku!“ (1978)
- Božská Ema (1979)
- Co je doma, to se počítá, pánové... (1980)
- Opera ve vinici (1981)
- Smrt talentovaného ševce (1982)
- Sestřičky (1983)
- Chobotnice z II. patra (1986)
- Velká filmová loupež (1986)
- Veselé Vánoce přejí chobotnice (1986)
- Jonáš II. aneb Jak je důležité míti Melicharovou (1988)
- Pražské tajemství (1988)
- Vrať se do hrobu! (1989)
- Kačenka a strašidla (1992)
- Kačenka a zase ta strašidla (1992)
- Amerika (1994)
- Král Ubu (1996)
- Zapomenuté světlo (1996)
- Máj (2008)
- V peřině (2011)

#### Výběr ze seriálové tvorby:
- Tunel Omega (1982)
- Chobotnice z II. patra (1986)
- Cirkus Humberto (1988)
- Život na zámku
- Šípková Růženka (2001)
- Náměstíčko (2004)
- Strážce duší (2005)
- Náves (2006)
- Příkopy (2009)

#### Výběr realizovaných staveb:
- Vila Miroslava Ondříčka, Praha 5 - Hlubočepy
- Vila Zdeňka Jirotky, Praha 5 - Hlubočepy
- Dvojvila Stahl a Smejtka, Praha 5 - Hlubočepy